# تری‌پپتیدیل پپتیداز ۱
تری‌پپتیدیل پپتیداز ۱ (انگلیسی: Tripeptidyl peptidase I) یا پروتئاز لیزوزومی غیرحساس به پپستاتین (انگلیسی: Lysosomal pepstatin-insensitive protease) نام آنزیمی است که در انسان توسط ژن «TPP1» کُد می‌شود.
این آنزیم را نباید با یک مولکول همنامِ دیگر به‌نام «پروتئین TPP1 محافظت‌کننده» اشتباه کرد که کارش، محافظت از تلومرهاست و توسط ژن «ACD» کُد می‌شود.
جهش در ژن TPP1 منجر به بروز لیپوفوشینوز سروئید نورونی می‌گردد.